# Alejandro de la Madrid
Alejandro de la Madrid  (Mexikóváros, Mexikó, 1977. március 23. –) mexikói színész.

## Élete
Alejandro de la Madrid 1977. március 23-án született. Karrierjét 15 évesen kezdte. 1998-ban szerepet kapott a Soñadoras – Szerelmes álmodozókban. 2001-ben Rolandót alakította a Szeretők és riválisok című sorozatban. 2007-ben Adrián Vallejo szerepét játszotta a Palabra de mujerben.
2002-ben feleségül vette Laisha Wilkins színésznőt.

## Filmográfia

### Telenovellák
- El Señor de los Cielos (2014).....Ignacio Miravalle
- Fortuna (2013).... Roberto Altamirano
- Amar de nuevo (2011) .... Alejandro
- Un gancho al corazón (2008-2009) .... Ricardo
- Palabra de mujer (2007-2008) .... Adrián Vallejo
- Sin vergüenza (2007) .... Rafael Valdez
- Tormenta de pasiones (2004) .... Alberto / Gerardo
- Luna, la heredera (2004) .... Rodrigo Lombardo
- Szeretők és riválisok (La heredera) (2001) .... Rolando
- Carita de ángel (2000-2001) .... Jordi
- Barátok és szerelmek (Locura de amor) (2000) .... Paco Ruelas
- Soñadoras – Szerelmes álmodozók (1998-1999) (Soñadoras) ... Alumno de la Preparatoria
- Salud, dinero y amor (1997)
- Tu y yo (1996)

### Sorozatok
- Como dice el dicho (2011) .... Alfonso (epizód "Las mentiras tienen las piernas cortas")
- El equipo (2011) .... Santana
- Mujeres asesinas (2010) .... Hernán (epizód "Marta, manipuladora")
- Gritos de muerte y libertad (2010) .... Capitán Ulibarri
- Tiempo final (2009) .... Tomás (epizód "El cumpleaños")
- Mujeres asesinas (2008) .... Marcos (epizód "Patricia, vengadora")
- Decisiones (2007) .... Salomón (epizód "Mecanismo ilusión")
- Mujer, casos de la vida real (2003-2007)

### Filmek
- ¿Qué le dijiste a Dios?(2012) ....Héctor
- Cuatro Lunas (2013)....Andrés
- Guerreros de corazón (2009)
- Sin ton ni Sonia (2009)
- El cartel (2005) .... Oficial Solana
- El ángel caído (2006)

### Színház
- Pegados, El Musical (2012)
- Timbiriche, El Musical (2010)
- Desterrados (2009)
- Orgasmos, La Comedia (2009)
- Políticamente incorrecto (2009)
- Rebeca Roca (2008)
- RIP(2006-2007)
- Al Filo de la Navaja (1999)
- Aladino y Genio de la Lámpara Maravillosa
- Secretos en la Obscuridad
- Los Dioses del Olimpo
- La Historia de Hassan
- La Casa de Bernarda Alba